# Fernsehsender Paris

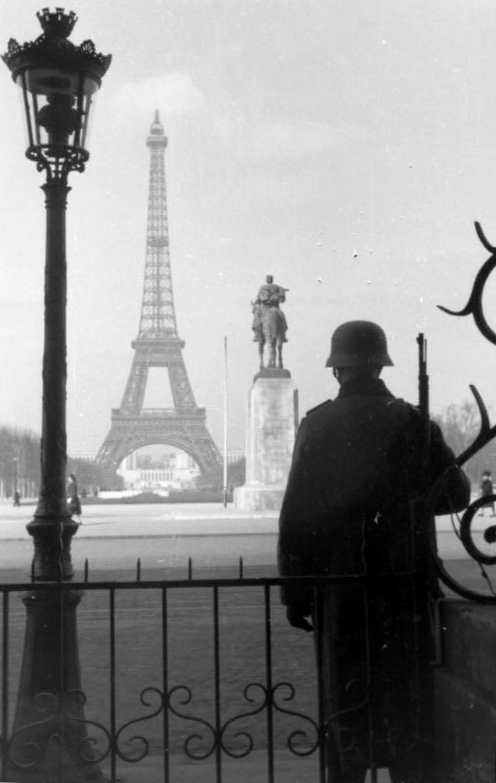
Der Eiffelturm diente als Sendemast für den Sender Paris

Fernsehsender Paris bzw. „Paris-Télévision“ hieß von 1942 bis 1944 das deutsche Okkupationsfernsehen im besetzten Frankreich.

## Geschichte
Als im Sommer 1940 die deutsche Wehrmacht in Frankreich einmarschierte, befand sich die Entwicklung des französischen Fernsehens noch in der Phase der Versuchssendungen. Die im Eiffelturm untergebrachte Sendeanlage des Fernsehsenders Radio-PTT Vision, die sich seit dem 24. Mai 1937 in Betrieb befand, war mit einer Leistung von 30 kW allerdings bereits die stärkste der Welt. Als der Sender, der kurz vor dem Einmarsch der Deutschen betriebsunfähig gemacht wurde, den Besatzern im Juni 1940 in die Hände fiel, zeigten diese an der Beute zunächst kein Interesse. Erst ein im Mai 1941 erteilter Befehl zum Abbau der Sendeanlagen zur Rohstoffbeschaffung führte zu Diskussionen über eine Instandsetzung und Nutzung der Sendeanlagen zu Fernsehzwecken. Kurt Hinzmann, ehemaliger Sendeleiter des Fernsehsenders „Paul Nipkow“ Berlin und seit dem 22. Juli 1941 Alfred Bofingers „Gruppe Rundfunk“ zugeordnet, befürwortete den Aufbau eines Fernsehprogrammbetriebs zur Betreuung der deutschen Truppen (Lazarettfernsehen). Darüber hinaus sollte der deutschen Elektroindustrie mit Hilfe der Durchsetzung der deutschen 441-Zeilen-Norm auch in Frankreich ein zusätzlicher Absatzmarkt geschaffen werden. Auch aus militärischer Sicht war eine Instandsetzung der Sendeanlagen sinnvoll, denn diese konnten auch als Störsender für feindliche Flugzeuge genutzt werden.
Die Kompetenzen für den Pariser Fernsehsender wurden vom Oberkommando der Wehrmacht am 20. Mai 1942 per Befehl festgelegt. Danach unterstand der Sender dem Militärbefehlshaber Frankreich (MBF), Carl-Heinrich von Stülpnagel, wobei die Propagandaabteilung des MBF für das Programm und der Höhere Nachrichtenführer (HNF) Frankreich für die Technik verantwortlich waren. Für die technische Installation und die Überwachung des Sendebetriebs war ein dem NHF unterstellter Funkeinsatztrupp (FET) zuständig. Die Finanzierung wurde anteilig von der französischen Radiodiffusion Nationale (RDN) und dem deutschen Reichspostministerium übernommen. Intendant des Senders wurde Kurt Hinzmann.
Da das vorhandene Aufnahmestudio der Radiodiffusion Nationale zu klein war, wurde in der ehemaligen tschechischen Botschaft in der Rue Charles-Floquet ein Behelfsstudio eingerichtet. Von dort wurden Anfang August 1942 erste Testsendungen durchgeführt. Als der Sender am 7. Mai 1943 seinen Programmbetrieb aufnahm, waren die Aufnahmestudios inzwischen in die umgebauten Räumlichkeiten des ehemaligen Tanzpalastes „Magic City“ in der Rue de l’Université 176/180 umgezogen.
Eine Woche vor der Befreiung von Paris stellte der Sender sein Programm ein. Am 1. Oktober 1944 übernahm das französische Fernsehen die Anlagen. Nach Kriegsende konnte Frankreich aus dem ehemaligen Studio des Fernsehsenders Paris, dessen technische Einrichtungen die Deutschen unbeschädigt zurückgelassen hatten, bereits ab Oktober 1945 als erstes Land in Europa wieder Programme ausstrahlen.

## Publikum
Das Programm diente, entsprechend dem Vorbild des Berliner Fernsehsenders „Paul Nipkow“, vor allem der Unterhaltung der in Pariser Lazaretten befindlichen verwundeten deutschen Soldaten. Daneben sollte es als pro-deutsche Propaganda auch die französische Bevölkerung ansprechen; das in deutscher Norm ausgestrahlte Programm konnte in etwas schlechterer Bildqualität auch auf französischen Fernsehgeräten empfangen werden. Schätzungen über die Zahl der vorhandenen Empfangsgeräte gehen weit auseinander (zwischen einigen Hunderten und rund 1000).

## Programm
Der Fernsehsender Paris produzierte und übertrug vom 7. Mai 1943 bis zum 16. August 1944 tägliche 3½- bis 4-stündige, später 5¼-stündige Bildsendungen, die durch Tonsendungen des Deutschlandsenders ergänzt wurden.
Das Programm war zweisprachig und bestand inhaltlich hauptsächlich aus anspruchsloser Unterhaltung. Selbst produziert wurden neben dem regelmäßigen Beitrag „Aus dem Zeitgeschehen“ vor allem Truppenbetreuungssendungen wie „Variété“, „Variété vor Verwundeten“, „Franzosen spielen für Deutsche“ und „Musiker und Artisten im grauen Rock unterhalten ihre Kameraden“. Auch Sportsendungen und Fernsehspiele wurden häufig übertragen. Ergänzt wurden die Eigenproduktionen durch Wochenschauen, Kultur-, Kurz- und Spielfilme. Propagandafilme wurden nur vereinzelt ins Programm aufgenommen.
Programm am 7. Juni 1944 (ein Tag nach der Landung der Alliierten in der Normandie):
- 10:00 – Fernsehfilmsendung: „Floh im Ohr“
- 11:13 – „Reis und Holz im Lande des Mikado“[1]
- 11:27 – „Lore“
- 11:40 – „Der Uhrenladen“
- 20:30 – Aus dem Zeitgeschehen
- 20:45 – Direktsendungen aus dem Studio: „Venezianische Hochzeit“ (deutsch)
- 21:05 – Fernsehfilmsendung: „Barockstadt Dresden“
- 21:19 – „In 40 Minuten“
- 21:31 – „Die Wiege des Waldes“
- 21:42 – „Guten Abend, gute Nacht“